# Bâtiment du ministère des Postes à Belgrade
Le bâtiment du ministère des Postes (en serbe cyrillique : Зграда Министарства пошта ; en serbe latin : Zgrada Ministarstva pošta) est situé à Belgrade, la capitale de la Serbie, dans la municipalité urbaine de Stari grad. Construit entre 1926 et 1930, il est inscrit sur la liste des biens culturels de la Ville de Belgrade.

## Présentation
Le bâtiment du ministère des Postes, situé 2 rue Palmotićeva et 13 rue Majke Jevrosime, a construit entre 1926 et 1930 selon un projet de l'architecte Momir Korunović. Le plan d'ensemble et la division tripartite de la façade se réfèrent à la tradition de l'architecture académique publique prévalant à cette époque ; en revanche, tout le reste du bâtiment en fait un exemple d'architecture néoromantique. De fait, l'immeuble est conçu avec un décor particulièrement luxueux. Les pièces, réparties autour d'un couloir, forment un plan en forme de П qui abrite une cour intérieure. La façade se caractérise par toute une série de fenêtres réunies par groupes de deux ou trois, avec une prolifération d'arches, de corniches, de pilastres et de sculptures. Des tours latérales monumentales forment des avancées par rapport à la masse de la structure.
L'extérieur révèle ce que Korunović doit à l'architecture médiévale serbe, ainsi qu'au romantisme européen et à la Sécession. Le mélange des styles architecturaux produit un effet d'ensemble expressionniste. Le ministère des Postes est considéré par les experts comme l'une des plus belles réalisations de Momir Korunović et comme un exemple de style national moderne en Serbie. Certains critiques font de cet édifice un représentant du « style serbe ».
Le ministère abrite aujourd'hui le Musée des PTT de Belgrade.